# Гусь-Хрустальный район
Гусь-Хруста́льный райо́н (ранее Гусевско́й район) — административно-территориальная единица (район) и муниципальное образование (муниципальный район) на юге Владимирской области России.
Административный центр — город Гусь-Хрустальный (не входит в состав района).

## Географическое положение
Административный район Владимирской области с центром в городе Гусь-Хрустальный расположен в юго-западной её части и занимает территорию в 4,3 тыс. квадратных километров. Сам город четвёртый по величине среди других городов области. Конфигурация границ района имеет достаточно правильные очертания и напоминает яблоко, поэтому протяжённость района как с севера на юг, так и с запада на восток имеет примерно одинаковое значение и равна около 80 км. Более точно: по 55 гр. 40 мин. с. ш. — 95 км; по 40 гр. 45 мин. в. д. — 75 км.
Район расположен в северо-восточной, или Владимирской, или части Мещерской низменности, которая в свою очередь является частью огромной системы зандровых равнин Среднерусской полосы, протянувшейся от Полесья на западе до Балахнинской низменности на востоке, которые и создают неповторимые по индивидуальности ландшафты. Район в свою очередь граничит на севере с Судогодским районом, на востоке — с Селивановским и Меленковским районами, на северо-западе — с Собинским районом, на юге — с Рязанской областью, а на западе — с Шатурским районом Московской области.
Через район проходит одна из важнейших железнодорожных трасс Москва — Казань, играющая большую межрегиональную роль. Через Гусь, из Тумы во Владимир — областной центр проходит одноколейная железная дорога, играющая важную внутриобластную роль. Однако, несмотря на это, и сам город и район занимают невыгодное географическое положение. Это объясняется прежде всего удалённостью от центров и ограничивающими природными факторами: заболоченность, большая лесистость, множество мелких и средних рек, имеющих транзитный характер и препятствующих строительству путей сообщений (несмотря на прямое соседство с Шатурским районом Московской области, автомобильных дорог, связывающих районы — нет). Даже близость к Москве в данном случае слабо сказывается на населении, так как Мещёра как бы создаёт естественный барьер на путях миграции людей, а поэтому большинство и областных и межрегиональных связей осуществляется через областной центр. Но такое отдалённое положение создало выгодное стратегическое положение, что издревле привлекало сюда людей. Поэтому нет ничего удивительного в том, что при таком невыгодном положении в самом центре Мещёры возник крупный промышленный центр, обязанный своему появлению не только выгодами стратегического характера, но и сочетанием богатых природных ресурсов: главным образом кварцевых песков, воды и леса.
Район целиком расположен в Мещёрской низменности. Местность — преимущественно хвойные и смешанные леса, крупные массивы болот.
- Площадь — 4 370 км² (1-е место среди районов области).
- Основные реки — Гусь, Колпь, Поль, Бужа.
- Климат — умеренно континентальный, характерный в целом для центральной России.

### Природные ресурсы
Флора района насчитывает 955 видов сосудистых растений. По этому показателю район входит в тройку самых флористически разнообразных районов области. Наиболее изучена флора национального парка «Мещёра».

## История

### До революции
История заселения Гусевского района насчитывает множество веков. Эта территория была освоена человеком с древних времён. В ходе археологических исследований на стоянках было обнаружено большое количество артефактов, свидетельствующих о повседневной жизни древних людей. На основании находок можно сделать вывод, что основными источниками пищи для первобытных людей были мясо лося и рыба. Часто они охотились на оленя, бобра и других животных, а также на диких кур и других представителей фауны, характерных для степной зоны. Каменные орудия труда, такие как свёрла, наконечники стрел, тёсла и полированные топоры, а также сосуды и украшения, сохранились со времён неолита (нового каменного века).
Тогда, когда здесь жили общины оседлых рыбаков, людей озёр, к ним переселились их дальние родичи из северной Белоруссии и с верхнего Днепра. Возможно, их заставило мигрировать давление воинственных, агрессивных соседей-скотоводов. Люди северо-белорусской культуры переселились сюда массово и смешавшись с местными племенами, образовали фактически единый народ… Славяне не были здесь некими оккупантами — это были их исконные земли. И раскопы убедительно доказывают, что пять тысяч лет назад существовал единый народ, осваивавший в том числе и современную Мещеру.
В период становления Владимиро-Суздальского княжества, его усиления, термин «мещера» как этноним в летописях и других исторических документах вообще не употребляется. Современная Мещера входила в состав Муромско-Рязанского княжества. Сильной княжеской власти здесь не сложилось. Возможно, причина этого — многоплемённой состав населения княжества (славяне, меря, мещера, мурома, голядь), возможно — особенности местности: дремучие леса, непроходимые болота, которые создавали трудности при княжеских объездах, сборах дани, наказании непослушных и провинившихся.
Показательно также, что летописи XII—XIII вв. отмечают во Владимиро-Суздальском княжестве 24 города, а в Муромо-Рязанском только 8. Основная часть населения княжества жила в небольших деревушках, расположенных по берегам рек (главных путей сообщения того времени), разбросанных среди лесов и болот. Ведь города возникали или на богатых торговых путях, или в районах высокого развития земледелия. Плодородные же почвы, в достатке имелись в так называемом владимирском Ополье, а в Муромо-Рязанском княжестве лишь местами — в междуречьях Прони, Осетра и Оки. В то же время нельзя сказать, что этот край был беден и суров. Известно, что его жители вели активную торговлю с другими народами. Парусные караваны некогда проплывали по большим и малым рекам приокских лесов. Реки эти были в то время полноводнее, нежели сейчас и доступны для судоходства небольших торговых ладей. Вполне вероятно, что одна из таких торговых дорог с Востока на Запад проходила и по местным рекам Поле, Буже, далее в Клязьму. Причем местное население не только наблюдало за проплывающими мимо ладьями, но и само участвовало в торговле, предлагая в обмен на серебряные монеты (собственных месторождений серебра поблизости не было) мед, воск, дёготь, меха белки, куницы, бобра.
Независимое мещерское княжество просуществовало до конца XIV века. Территория его в это время постоянно уменьшалась, и причиной тому были не военные поражения от Рязани или Москвы, а продажа земель. После 1392 года Мещерское княжество уже находилось в вассальной зависимости от Московского. Последние сведения о мещерских князьях как о владетелях Мещеры относятся к 1483 году. Родословная роспись указывает, что утрата ими княжества произошла во времена Ивана III, которому князья Мещерские променяли свои владенья на вотчины в других регионах Московского государства.
В XVI веке упоминаются две значительные территории с интересующим нас названием: административная единица — Мещерский уезд, и географическое определение — Мещерская сторона Рязанского уезда. Мещерской стороной назывались земли окского левобережья и севернее до владимирского порубежья. Мещерский уезд являлся основной территорией бывшего княжества. Он располагался восточнее Рязанского уезда и представлял собой, пользуясь терминологией того времени, «город», то есть выставлял во время военных кампаний отдельный отряд дворянской конницы. Территория уезда осваивалась быстрыми темпами. С увеличением населения Мещеры и развитием городов, последние становились новыми центрами притяжения округи. В начале XVIII в. такая административная единица, как Мещерский уезд, была ликвидирована. И название «Мещера» применительно к этой территории перестало употребляться. Но оставалась ещё Рязанская Мещера, как обозначение рязанского левобережья Оки. С включением в состав Рязанской губернии Егорьевска, Тумы и Касимова данное имя распространилось и на эти земли. А с определением Мещерской низменности как географического объекта, Мещера приобрела современное значение.
Начиная с этого периода (XVII век) можно говорить о начале становления Гусевского района как современного административного образования России. Император-реформатор Пётр I — проводит реформу административного деления империи. До её проведения территория России делилась на уезды (прежние княжеские земли, уделы, приказы, разряды, чети). Их число, по данным В. Снегирёва, в XVII в. составляло 166, не считая многих волостей — некоторые из них по своим размерам фактически были близки к уездам. Указом Петра I от 18 декабря 1708 г. территория Российской империи была разделена на 8 огромных губерний. Московская включала в себя территорию нынешней Московской обл., значительные части Владимирской, Рязанской, Тульской, Калужской, Ивановской, Костромской областей. Вторая Петровская реформа стала осуществляться по указу от 29 мая 1719 г. В соответствии с ней были упразднены доли, губернии были разделены на провинции, а провинции — на дистрикты. В Московскую губернию входило 9 провинций: Московская, Переяслав-Рязанская, Переслав-Залесская, Калужская, Тульская, Владимирская, Юрьево-Польская, Суздальская, Костромская, — и 51 город. До появления Гусь-Хрустального оставалось ещё почти 40 лет. Реформа 1727 года не принесла серьёзных изменений в положение нынешнего Гусевского района.
И до 1778 года территория района, как, впрочем, и сам город (в то время лишь рабочий поселок — центр Гусской волости), входила в состав Московской губернии. 7 ноября 1775 г. Екатерина II подписала закон «Учреждения для управления губерний», в соответствии с которым размеры губерний были уменьшены, их число увеличено вдвое, ликвидированы провинции (в ряде губерний внутри них были выделены области) и изменена нарезка уездов. В среднем в губернии проживало 300—400 тыс. чел., в уезде — 20—30 тыс. чел. Процесс замены старых губерний новыми, которые стали называться «наместничествами», растянулся на 10 лет (1775—1785 гг.). За этот период были образованы 40 губерний и 2 области на правах губернии, в них было выделено 483 уезда. Динамика преобразования и разукрупнения старых губерний в новые была неравномерной: в 1780 и 1781 гг. появилось по 7 губерний, в остальные годы — от 1 до 5. В 1778 г. появились наместничества Рязанское (из частей старой Московской губернии), Володимирское (Владимирская губерния; из частей Московской губернии), Костромское (из частей Московской, Архангелогородской, Нижегородской губерний; было разделено на Костромскую и Унженскую области), Орловское (из частей Воронежской и Белгородской губерний). С 1865 г. часть губерний превратились в «земские» — в них был введен институт местного управления (земства).

### Гусевской уезд
Появление Гусь-Хрустального уезда, как прародителя современного района начинается с 1926 года, то есть в период становления Советской власти. Уезд был образован декретом ВЦИК от 23 августа 1926 года в составе Владимирской губернии РСФСР. В его состав вошли части территорий упраздненных Судогодского и Меленковского уездов, а также часть территории Касимовского уезда Рязанской губернии. В 1926 году в состав уезда входило 7 городских и 302 сельских населённых пунктов. Самым крупным был центр уезда — рабочий посёлок Гусь-Хрустальный (17,9 тыс. чел.).
«…В 1926 году в составе Владимирской губернии был создан Гусевский уезд. В его состав вошёл ряд волостей ликвидированного Меленковского и разукомплектованного Судогодского уездов. Из Рязанской губернии ему были переданы Палищинская волость и 24 селения Тумской волости со стеклозаводом имени рабочего А. А. Зудова. Центром вновь созданного уезда стал поселок рабочего типа Гусь-Хрустальный. В подчинение уездному Совету вошли также рабочие поселки Курловский, Уршельский, Великодворский. На территории уезда действовало 30 промышленных предприятий, на которых было занято 13600 рабочих и служащих…» (из книги Никонова).

### В составеИвановской Промышленной области
В 1929 году уезд преобразован в Гусь-Хрустальный район в составе Владимирского округа вновь образованной Ивановской Промышленной области. 23 июля 1930 года округа были упразднены, их районы непосредственно стали входить в область. 11 марта 1936 года Ивановская Промышленная область разделена на Ивановскую и Ярославскую области.
«…С ликвидацией уездов во Владимирской губернии были созданы округа, а в них — районы. Был организован и Гусевский район. Поселок Гусь-Хрустальный с 10 июня 1929 года становится районным центром. Ещё через год в его черту были внесены поселки Некрасовский, Герценский, Красный Октябрь, Хрустальщиков. Некоторые из этих поселений появились на окраинах Гусь-Хрустального ещё в конце прошлого столетия в виде индивидуальных застроек хлынувших сюда на заработки крестьян из окрестных деревень и волостей.
Между тем значение Гусь-Хрустального из года в год стало возрастать. Центру стекольной округи и большого сельскохозяйственного района становятся тесны рамки поселка с мизерным бюджетом на коммунальное и жилищное строительство. Райком партии и райисполком ставят вопрос о преобразовании поселка в разряд городов. Постановлением ВЦИК СССР от 20 ноября 1931 года Гусь-Хрустальный становится городом и входит в состав только что созданной Ивановской промышленной области. Административно он был подчинён району…» (Из книги Никонова)
20 мая 1930 года Черновский сельсовет Гусевского района был передан в Клепиковский район Московской области.
На 1 января 1940 года в состав района входили 19 сельсоветов: Аббакумовский, Анопенский, Арсамакинский, Борзинский, Вашутинский, Вешкинский, Воровский, Григорьевский, Губцевский, Деминский, Дубасовский, Егревский, Заколпский, Красно-Эховский, Крюковский, Лесниковский, Островский, Старо-Опокинский, Тихоновский.

### В составе Владимирской области
14 августа 1944 года Гусь-Хрустальный район в составе 19 сельсоветов передан в состав вновь образованной Владимирской области. В 1945 году Неклюдовский и Никопольский сельсоветы Владимирского района переданы в состав Гусевского района. В 1949 году посёлок при Гусевском торфопредприятии отнесён к категории рабочих поселков с присвоением наименования Гусевский и подчинением Гусь-Хрустальному горисиполкому. В 1954 году объединены сельсоветы: Аббакумовский и Островский — в Аббакумовский, Анопинский, Арсамакинский и Вашутинский — в Арсамакинский, Воровский и Крюковский — в Крюковский, Григорьевский и Заколпьевский — в Григорьевский, Деминский и Егеревский — в Нечаевский, Неклюдовский и Николопольский — в Неклюдовский, Старо-Опокинский и Дубасовский — в Старо-Опокинский. В 1957 году рабочий посёлок Воровского передан в состав Судогодского района. В 1959 году центр Борзинского с/с перенесен в деревню Нармоч, а сельсовет переименован в Нармочевский. В 1960 году центр Лесниковского с/с перенесен в деревню Протасьево, а сельсовет переименован в Протасьевский.
1 февраля 1963 года образован Гусь-Хрустальный сельский район с центром в городе Гусь-Хрустальный в составе 25 сельсоветов: 12 — Гусь-Хрустального района (Аббакумовский, Арсамакинский, Вешкинский, Григорьевский, Губцевский, Красно-Эховский, Крюковский, Нармочевский, Неклюдовский, Нечаевский, Протасьевский, Старо-Опокинский) и 13 — Курловского района. 1 февраля 1963 года был образован также Гусевский промышленный район с центром в городе Гусь-Хрустальный, в состав которого вошли рабочие посёлки Анопино, им. Воровского, Великодворский, Золотково, Иванищи, Курловский, Красное Эхо, Мезиновский, Уршельский. 25 сентября 1963 года посёлок Добрятино отнесён к категории рабочих поселков и передан в состав Гусевского промышленного района, Добрятинский сельсовет был упразднён с передачей населённых пунктов в состав Ильинского сельсовета.
12 января 1965 года Гусь-Хрустальный сельский район преобразован в Гусь-Хрустальный район в составе рабочих посёлков Анопино, Великодворский, Добрятино, Золотково, Иванищи, Красное Эхо, Курловский, Мезиновский, Уршельский и 24 сельсоветов (Аббакумовский, Аксеновский, Арсамакинский, Васильевский, Великодворский, Вешкинский, Григорьевский, Губцевский, Ильинский, Ильичевский, Колпский, Красно-Эховский, Купреевский, Крюковский, Нармочевский, Нармский, Неклюдовский, Нечаевский, Овинцевский, Палищенский, Парахинский, Протасьевский, Старо-Опокинский, Уляхинский). В 1969 году упразднён Губцевский с/с с передачей населённых пунктов в состав Староопокинского с/с, центр Староопокинского с/с перенесен в деревню Семеновка, а сельсовет переименован в Семеновский. В 1971 году центр Арсамакинского с/с перенесен в деревню Вашутино, а сельсовет переименован в Вашутинский, центр Нармочевского с/с перенесен в деревню Лесниково, а сельсовет именован в Лесниковский. В 1973 году упразднены сельсоветы: Красноэховский, включен в состав Вашутинского с/с; Овинцевский, включен в состав Палищенского с/с; центр Палищенского с/с перенесен в деревню Демидово, сельсовет переименован в Демидовский. В 1977 году упразднены сельсоветы: Крюковский и Протасьевский, включены в состав Лесниковского с/с; Великодворский, включен в состав Уляхинского с/с.
До 1999 года в состав района входили 9 посёлков городского типа (Анопино, Великодворский, Добрятино, Золотково, Иванищи, Красное Эхо, Курловский, Мезиновский, Уршельский) и 17 сельских советов (с 1998 года — сельских округов): Аббакумовский, Аксеновский, Василевский, Вашутинский, Вешкинский, Григорьевский, Демидовский, Ильинский, Ильичевский, Колпский, Купреевский, Лесниковский, Неклюдовский, Нечаевский, Парахинский, Семеновский, Уляхинский. В 1999 году посёлок Курловский преобразован в город Курлово. В 2001 году образован Краснооктябрьский сельский округ.
В соответствии с Законом Владимирской области от 11 ноября 2004 года № 180-ОЗ Гусь-Хрустальный район как муниципальное образование был наделён статусом муниципального района, в состав которого вошли девять городских поселений.
В соответствии с Законом Владимирской области 25 мая 2005 года № 69-ОЗ, отменившим действие предыдущего закона, Гусь-Хрустальный район вторично был наделён статусом муниципального районы и в его состав вошло 1 городское поселение (город Курлово) и 13 сельских поселений. Все посёлки городского типа, входившие в район, были отнесены к категории сельских населённых пунктов в составе соответствующих сельских поселений.

## Население
| 1929    | 1939    | 1959    | 1970    | 1979    | 1989    | 2002    | 2009    | 2010    |
| ------- | ------- | ------- | ------- | ------- | ------- | ------- | ------- | ------- |
| 111 307 | ↘82 181 | ↘40 087 | ↗78 759 | ↘65 341 | ↘58 748 | ↘50 813 | ↘44 775 | ↗44 883 |
| 2011    | 2012    | 2013    | 2014    | 2015    | 2016    | 2017    | 2018    | 2019    |
| ↘44 759 | ↘43 819 | ↘42 628 | ↘41 626 | ↘41 113 | ↘40 430 | ↘39 688 | ↘38 762 | ↘37 871 |
| 2020    | 2021    |         |         |         |         |         |         |         |
| ↘37 172 | ↗40 609 |         |         |         |         |         |         |         |

### Урбанизация
В городских условиях (город Курлово) проживают 15.54 % населения района.

### Национальный состав
По итогам переписи населения 2020 года проживали следующие национальности (национальности менее 0,1 % и другое, см. в сноске к строке «Другие»):
| Национальность | Численность, чел. | Доля     |
| -------------- | ----------------- | -------- |
| Русские        | 38 577            | 95,00 %  |
| Цыгане         | 282               | 0,69 %   |
| Таджики        | 171               | 0,42 %   |
| Узбеки         | 107               | 0,26 %   |
| Армяне         | 89                | 0,22 %   |
| Татары         | 56                | 0,14 %   |
| Украинцы       | 51                | 0,13 %   |
| Другие         | 1276              | 3,14 %   |
| Итого          | 40 609            | 100,00 % |

## Муниципально-территориальное устройство
В Гусь-Хрустальный район как муниципальный район входят 14 муниципальных образований, в том числе 1 городское и 13 сельских поселений:
| №        | Муниципальное образование | Административный центр  | Количество населённых пунктов | Население | Площадь, км2 |
| -------- | ------------------------- | ----------------------- | ----------------------------- | --------- | ------------ |
| 1e-06    | Городские поселения:      |                         |                               |           |              |
| 1        | город Курлово             | город Курлово           | 1                             | ↗6309     | 6,14         |
| 1.000002 | Сельские поселения:       |                         |                               |           |              |
| 2        | Григорьевское             | село Григорьево         | 9                             | ↗2571     | 325,00       |
| 3        | Демидовское               | деревня Демидово        | 27                            | ↗1560     | 404,00       |
| 4        | Краснооктябрьское         | посёлок Красный Октябрь | 10                            | ↗1351     | 312,00       |
| 5        | Купреевское               | деревня Купреево        | 12                            | ↗2896     | 191,00       |
| 6        | посёлок Анопино           | посёлок Анопино         | 17                            | ↗3904     | 261,00       |
| 7        | посёлок Великодворский    | посёлок Великодворский  | 8                             | ↗2136     | 209,86       |
| 8        | посёлок Добрятино         | посёлок Добрятино       | 8                             | ↗1964     | 103,00       |
| 9        | посёлок Золотково         | посёлок Золотково       | 24                            | ↗4198     | 498,00       |
| 10       | посёлок Иванищи           | посёлок Иванищи         | 11                            | ↗2190     | 179,00       |
| 11       | посёлок Красное Эхо       | посёлок Красное Эхо     | 18                            | ↗3319     | 279,00       |
| 12       | посёлок Мезиновский       | посёлок Мезиновский     | 8                             | ↗2669     | 298,00       |
| 13       | посёлок Уршельский        | посёлок Уршельский      | 18                            | ↗4659     | 1080,79      |
| 14       | Уляхинское                | деревня Уляхино         | 13                            | ↗883      | 139,00       |

## Населённые пункты
В районе 184 населённых пункта:
| №   | Населённый пункт  | Тип                                                        | Население | Муниципальное образование |
| --- | ----------------- | ---------------------------------------------------------- | --------- | ------------------------- |
| 1   | Аббакумово        | деревня                                                    | →117      | посёлок Уршельский        |
| 2   | Аксёново          | деревня                                                    | ↘401      | Краснооктябрьское         |
| 3   | Александровка     | деревня                                                    | ↗91       | посёлок Анопино           |
| 4   | Александровка     | деревня                                                    | →0        | Уляхинское                |
| 5   | Алфёрово          | деревня                                                    | ↘85       | посёлок Добрятино         |
| 6   | Андреевская       | деревня                                                    | ↗24       | посёлок Иванищи           |
| 7   | Анопино           | посёлок                                                    | ↗2171     | посёлок Анопино           |
| 8   | Аристово          | деревня                                                    | ↗43       | Демидовское               |
| 9   | Арсамаки          | деревня                                                    | ↗21       | посёлок Анопино           |
| 10  | Астахово          | деревня                                                    | →0        | Уляхинское                |
| 11  | Бабино            | деревня                                                    | ↗36       | посёлок Анопино           |
| 12  | Бараново          | деревня                                                    | ↘49       | Краснооктябрьское         |
| 13  | Барсуки           | деревня                                                    | ↗1        | Уляхинское                |
| 14  | Бобры             | деревня                                                    | ↗3        | Демидовское               |
| 15  | Большая Артёмовка | деревня                                                    | ↘9        | посёлок Красное Эхо       |
| 16  | Борзинка          | деревня                                                    | ↘12       | посёлок Анопино           |
| 17  | Борзино           | деревня                                                    | ↘13       | посёлок Золотково         |
| 18  | Борисово          | деревня                                                    | ↗5        | Григорьевское             |
| 19  | Борисово          | деревня                                                    | ↘4        | посёлок Золотково         |
| 20  | Будевичи          | деревня                                                    | ↘9        | посёлок Мезиновский       |
| 21  | Бутылки           | деревня                                                    | ↘0        | Демидовское               |
| 22  | Василёво          | деревня                                                    | ↘106      | посёлок Золотково         |
| 23  | Василёво          | деревня                                                    | ↘3        | посёлок Уршельский        |
| 24  | Васюнино          | деревня                                                    | →0        | посёлок Золотково         |
| 25  | Вашутино          | деревня                                                    | ↘828      | посёлок Анопино           |
| 26  | Вековка           | железнодорожная станция                                    | ↘861      | Григорьевское             |
| 27  | Великодворский    | посёлок                                                    | ↗2010     | посёлок Великодворский    |
| 28  | Великодворье      | село                                                       | ↘21       | посёлок Великодворский    |
| 29  | Вёшки             | село                                                       | ↗133      | посёлок Анопино           |
| 30  | Вырытово          | деревня                                                    | ↘8        | Демидовское               |
| 31  | Гаврино           | посёлок                                                    | ↗66       | посёлок Иванищи           |
| 32  | Георгиево         | село                                                       | ↘150      | посёлок Добрятино         |
| 33  | Герольд           | посёлок                                                    | →0        | Краснооктябрьское         |
| 34  | Головари          | деревня                                                    | →17       | посёлок Мезиновский       |
| 35  | Григорьево        | село                                                       | ↗831      | Григорьевское             |
| 36  | Губцево           | село                                                       | ↗65       | посёлок Красное Эхо       |
| 37  | Гусь-Парахино     | село                                                       | ↗3        | Уляхинское                |
| 38  | Давыдово          | деревня                                                    | ↗12       | посёлок Красное Эхо       |
| 39  | Демидово          | деревня                                                    | ↘454      | Демидовское               |
| 40  | Дёмино            | деревня                                                    | ↗22       | посёлок Уршельский        |
| 41  | Дмитриево         | деревня                                                    | ↗199      | Григорьевское             |
| 42  | Добрятино         | посёлок                                                    | ↘1372     | посёлок Добрятино         |
| 43  | Долбино           | деревня                                                    | ↘256      | Купреевское               |
| 44  | Дубасово          | село                                                       | ↗279      | посёлок Красное Эхо       |
| 45  | Дубровский        | железнодорожная станция                                    | ↘5        | посёлок Великодворский    |
| 46  | Дудор             | деревня                                                    | ↘43       | Григорьевское             |
| 47  | Евсино            | деревня                                                    | →0        | Демидовское               |
| 48  | Жары              | деревня                                                    | ↘16       | посёлок Анопино           |
| 49  | Жигалово          | деревня                                                    | →0        | посёлок Золотково         |
| 50  | Заболотье         | деревня                                                    | ↘104      | посёлок Уршельский        |
| 51  | Заколпье          | село                                                       | ↘430      | Григорьевское             |
| 52  | Заколпье          | посёлок при станции (официально — железнодорожная станция) | ↘1        | Григорьевское             |
| 53  | Залесье           | деревня                                                    | ↘88       | посёлок Великодворский    |
| 54  | Занутрино         | деревня                                                    | ↗4        | Демидовское               |
| 55  | Захарово          | деревня                                                    | ↘19       | посёлок Золотково         |
| 56  | Зелёный Дол       | посёлок                                                    | →40       | посёлок Мезиновский       |
| 57  | Золотково         | посёлок                                                    | ↘2642     | посёлок Золотково         |
| 58  | Золотковский      | разъезд                                                    | ↘413      | посёлок Золотково         |
| 59  | Иванищи           | посёлок                                                    | ↘1633     | посёлок Иванищи           |
| 60  | Ивановка          | деревня                                                    | ↗7        | посёлок Анопино           |
| 61  | Избищи            | деревня                                                    | ↘6        | посёлок Уршельский        |
| 62  | Икшево            | деревня                                                    | ↘219      | посёлок Золотково         |
| 63  | Ильино            | деревня                                                    | ↘306      | посёлок Добрятино         |
| 64  | Ильичёвка         | деревня                                                    | ↗1        | Уляхинское                |
| 65  | Ильичёво          | посёлок                                                    | ↘190      | Демидовское               |
| 66  | Колпь             | село                                                       | ↘652      | Купреевское               |
| 67  | Комиссаровка      | посёлок                                                    | ↘42       | посёлок Анопино           |
| 68  | Константиново     | деревня                                                    | ↘99       | Григорьевское             |
| 69  | Красная Заря      | посёлок                                                    | ↗31       | Купреевское               |
| 70  | Красное Эхо       | посёлок                                                    | ↘1983     | посёлок Красное Эхо       |
| 71  | Красный Октябрь   | посёлок                                                    | ↘740      | Краснооктябрьское         |
| 72  | Красный Посёлок   | деревня                                                    | ↘157      | Уляхинское                |
| 73  | Красный Якорь     | деревня                                                    | ↗45       | посёлок Мезиновский       |
| 74  | Крюково           | село                                                       | ↘2        | посёлок Золотково         |
| 75  | Кузьмино          | деревня                                                    | ↘33       | посёлок Мезиновский       |
| 76  | Купреево          | деревня                                                    | ↘662      | Купреевское               |
| 77  | Курлово           | город                                                      | ↗6309     | город Курлово             |
| 78  | Курлово           | деревня                                                    | ↘0        | Демидовское               |
| 79  | Лазаревка         | деревня                                                    | ↘0        | посёлок Золотково         |
| 80  | Ларинская         | деревня                                                    | ↘4        | посёлок Красное Эхо       |
| 81  | Лесная            | деревня                                                    | ↗16       | посёлок Анопино           |
| 82  | Лесниково         | деревня                                                    | ↘397      | посёлок Золотково         |
| 83  | Лобаново          | деревня                                                    | ↘4        | посёлок Красное Эхо       |
| 84  | Маклаки           | деревня                                                    | ↘11       | Демидовское               |
| 85  | Малая Артёмовка   | деревня                                                    | ↘31       | посёлок Красное Эхо       |
| 86  | Малинки           | деревня                                                    | ↘24       | посёлок Золотково         |
| 87  | Малышкино         | деревня                                                    | ↘6        | посёлок Великодворский    |
| 88  | Малюковский       | посёлок                                                    | ↗5        | Купреевское               |
| 89  | Маслиха           | деревня                                                    | ↘0        | Краснооктябрьское         |
| 90  | Махинский         | посёлок                                                    | ↘13       | посёлок Добрятино         |
| 91  | Махонино          | деревня                                                    | ↗102      | Григорьевское             |
| 92  | Мезиновский       | посёлок                                                    | ↘1879     | посёлок Мезиновский       |
| 93  | Мильцево          | деревня                                                    | ↘20       | посёлок Мезиновский       |
| 94  | Митенино          | деревня                                                    | ↗5        | посёлок Иванищи           |
| 95  | Михали            | деревня                                                    | ↘4        | Демидовское               |
| 96  | Мокрое            | деревня                                                    | ↘151      | Демидовское               |
| 97  | Мордвиново        | деревня                                                    | ↗2        | посёлок Великодворский    |
| 98  | Моругино          | деревня                                                    | ↗37       | посёлок Красное Эхо       |
| 99  | Нагорный          | посёлок                                                    | ↘0        | Краснооктябрьское         |
| 100 | Нарма             | село                                                       | →0        | Демидовское               |
| 101 | Нармочь           | деревня                                                    | ↘73       | посёлок Золотково         |
| 102 | Нармуч            | деревня                                                    | ↗81       | посёлок Уршельский        |
| 103 | Неверовский       | посёлок                                                    | ↘18       | Купреевское               |
| 104 | Неклюдово         | деревня                                                    | ↗191      | посёлок Иванищи           |
| 105 | Неклюдово         | посёлок                                                    | ↘188      | посёлок Иванищи           |
| 106 | Нечаевская        | деревня                                                    | ↘626      | посёлок Мезиновский       |
| 107 | Николополье       | деревня                                                    | →0        | посёлок Иванищи           |
| 108 | Никулино          | деревня                                                    | ↘316      | посёлок Анопино           |
| 109 | Ново-Дурово       | деревня                                                    | ↘177      | Купреевское               |
| 110 | Ново-Мальцево     | деревня                                                    | ↗43       | Уляхинское                |
| 111 | Ново-Новляново    | деревня                                                    | ↘1        | посёлок Золотково         |
| 112 | Новоопокино       | деревня                                                    | →33       | посёлок Красное Эхо       |
| 113 | Ново-Павликово    | деревня                                                    | →0        | посёлок Добрятино         |
| 114 | Ново-Покровское   | деревня                                                    | ↘5        | посёлок Золотково         |
| 115 | Новоуваровка      | деревня                                                    | ↘6        | Уляхинское                |
| 116 | Обдихово          | деревня                                                    | ↘26       | посёлок Золотково         |
| 117 | Облепиха          | деревня                                                    | ↘61       | посёлок Анопино           |
| 118 | Овинцы            | деревня                                                    | →48       | Демидовское               |
| 119 | Окатово           | деревня                                                    | ↘103      | Краснооктябрьское         |
| 120 | Орлово            | деревня                                                    | ↗9        | Демидовское               |
| 121 | Осташево          | деревня                                                    | ↗11       | посёлок Иванищи           |
| 122 | Острова           | деревня                                                    | ↗39       | посёлок Уршельский        |
| 123 | Павликово         | деревня                                                    | ↗53       | посёлок Красное Эхо       |
| 124 | Паево             | деревня                                                    | →0        | Демидовское               |
| 125 | Палищи            | село                                                       | ↘4        | Демидовское               |
| 126 | Парахино          | деревня                                                    | ↘110      | Уляхинское                |
| 127 | Первомайский      | посёлок                                                    | ↘7        | посёлок Красное Эхо       |
| 128 | Перово            | деревня                                                    | ↘259      | Демидовское               |
| 129 | Першково          | деревня                                                    | ↘40       | посёлок Красное Эхо       |
| 130 | Побойки           | деревня                                                    | ↗57       | посёлок Красное Эхо       |
| 131 | Поповичи          | деревня                                                    | ↗15       | посёлок Анопино           |
| 132 | Потапково         | деревня                                                    | ↘15       | посёлок Добрятино         |
| 133 | Потаповская       | деревня                                                    | ↗29       | посёлок Иванищи           |
| 134 | Починки           | деревня                                                    | ↗20       | посёлок Золотково         |
| 135 | Прокшино          | деревня                                                    | ↗19       | посёлок Золотково         |
| 136 | Протасьево        | деревня                                                    | →0        | посёлок Золотково         |
| 137 | Пшеницино         | деревня                                                    | ↗18       | посёлок Иванищи           |
| 138 | Растово           | деревня                                                    | →2        | посёлок Великодворский    |
| 139 | Рязаново          | деревня                                                    | ↘1        | Демидовское               |
| 140 | Савиково          | деревня                                                    | ↘4        | Краснооктябрьское         |
| 141 | Савинская         | деревня                                                    | ↘16       | посёлок Уршельский        |
| 142 | Семёновка         | деревня                                                    | ↘481      | посёлок Красное Эхо       |
| 143 | Сивцево           | деревня                                                    | →24       | Уляхинское                |
| 144 | Синцово           | деревня                                                    | ↘14       | посёлок Уршельский        |
| 145 | Скворцово         | деревня                                                    | ↗1        | Демидовское               |
| 146 | Спудни            | деревня                                                    | ↘23       | Демидовское               |
| 147 | Старково          | деревня                                                    | ↗75       | Демидовское               |
| 148 | Староопокино      | деревня                                                    | ↗7        | посёлок Красное Эхо       |
| 149 | Степаново         | деревня                                                    | ↘8        | Краснооктябрьское         |
| 150 | Степаново         | деревня                                                    | ↗25       | посёлок Иванищи           |
| 151 | Сулово            | деревня                                                    | ↘1        | посёлок Уршельский        |
| 152 | Таланово          | деревня                                                    | ↘343      | Купреевское               |
| 153 | Тальново          | деревня                                                    | ↘45       | Демидовское               |
| 154 | Тасино            | посёлок                                                    | ↗21       | посёлок Уршельский        |
| 155 | Тасинский         | посёлок                                                    | ↘401      | посёлок Уршельский        |
| 156 | Тасинский Бор     | посёлок                                                    | ↘263      | посёлок Уршельский        |
| 157 | Тащилово          | село                                                       | ↘333      | Купреевское               |
| 158 | Тименка           | деревня                                                    | ↘89       | посёлок Анопино           |
| 159 | Тихоново          | деревня                                                    | ↘102      | посёлок Уршельский        |
| 160 | Толстиково        | деревня                                                    | ↘46       | посёлок Красное Эхо       |
| 161 | Труфаново         | деревня                                                    | ↘100      | посёлок Уршельский        |
| 162 | Трушкино          | деревня                                                    | →0        | Уляхинское                |
| 163 | Тюрьвищи          | деревня                                                    | ↘25       | Демидовское               |
| 164 | Уляхино           | деревня                                                    | ↘495      | Уляхинское                |
| 165 | Уршельский        | посёлок                                                    | ↘3354     | посёлок Уршельский        |
| 166 | Усады             | деревня                                                    | ↘23       | посёлок Добрятино         |
| 167 | Фёдоровка         | деревня                                                    | ↗171      | посёлок Красное Эхо       |
| 168 | Федотово          | деревня                                                    | ↘50       | посёлок Анопино           |
| 169 | Филатово          | деревня                                                    | ↘166      | Купреевское               |
| 170 | Фомино            | деревня                                                    | ↘43       | Уляхинское                |
| 171 | Харламово         | деревня                                                    | ↘2        | посёлок Великодворский    |
| 172 | Цикуль            | село                                                       | ↘46       | Краснооктябрьское         |
| 173 | Часлицы           | деревня                                                    | ↘73       | Демидовское               |
| 174 | Чёково            | деревня                                                    | ↗12       | посёлок Золотково         |
| 175 | Черсево           | село                                                       | ↘181      | посёлок Золотково         |
| 176 | Чисти             | деревня                                                    | →0        | посёлок Анопино           |
| 177 | Чиур              | деревня                                                    | →6        | посёлок Золотково         |
| 178 | Шабаново          | деревня                                                    | ↘148      | Купреевское               |
| 179 | Шевертни          | деревня                                                    | ↘128      | Демидовское               |
| 180 | Шестимирово       | деревня                                                    | ↗1        | Демидовское               |
| 181 | Эрлекс            | село                                                       | ↘1        | посёлок Уршельский        |
| 182 | Ягодино           | деревня                                                    | ↗14       | посёлок Уршельский        |
| 183 | Язвицы            | деревня                                                    | ↘16       | посёлок Золотково         |
| 184 | Якимец            | посёлок                                                    | ↗105      | Купреевское               |

## Экономика
Объём отгруженных товаров собственного производства по виду обрабатывающие производства (2008 год) — 5,32 млрд руб.
Регион в целом находится в состоянии экономического упадка. Нет стабильного, приносящего доход производства.

## Транспорт

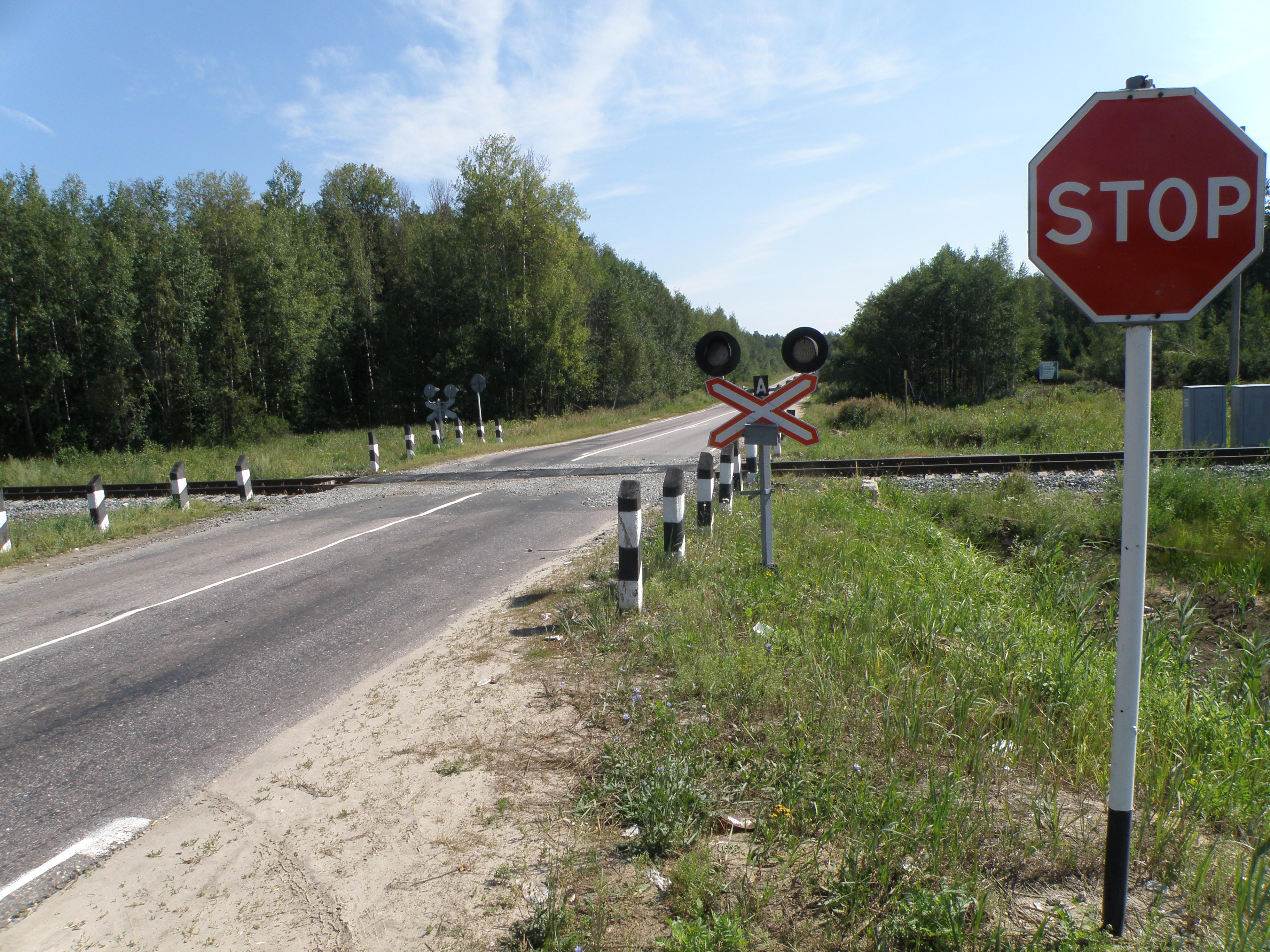
Шоссе Р73 пересекает Тумскую ж.-д. ветку

Основная автомобильная дорога — региональная трасса Р73 «Владимир—Тума», входит в список дорог федерального значения.
Автобусные маршруты из Гусь-Хрустального до практически всех крупных населённых пунктов района (Гусевской автобус).
Однопутная тепловозная железнодорожная ветка Владимир — Тумская Горьковской ж/д.
«Южное» направление транссибирской магистрали (участок Москва — Казань) (узловая станция Нечаевская, стыковочная станция Вековка). По дороге возможно прямое пассажирское сообщение с Москвой, Муромом, Владимиром, а от станции Вековка и с многими другими крупными городами страны.
Сохранено узкоколейное в том числе и пассажирское (изначально торфовозное) движение по Мезиновскому и Островскому болотам района.
Через район проходит региональный газопровод Владимир — Тума с девятью отводами, нефтепродуктопровод Второво — Рязань (Рязаньтранснефтепродукт Транснефтепродукта). Основной поток электроэнергии в район подаётся по ЛЭП 2х220 кВ Владимирская ПМЭС — ПС Стекловолокно.
Во многих маленьких населённых пунктах общественного транспорта нет.

## Русская православная церковь
- Воскресенский храм в Тихоново
- Храм Покрова Пресвятой Богородицы на погосте Покров-Башево

## Достопримечательности
- Национальный парк «Мещёра»
- Музей «Мир птиц национального парка Мещёра»